# LEGO Batman: The Movie - DC Super Heroes Unite
LEGO Batman: The Movie - DC Super Heroes Unite (en Latinoamérica Batman Lego: La Unión de los Superhéroes) es una película de animación directa a video producida por Warner Bros. Home Entertainment con fecha de estreno para el 21 de mayo de 2013. La película está basada principalmente en el argumento del videojuego Lego Batman 2: DC Super Heroes.

## Argumento
Superman y Batman se encuentran en Lexcorp donde Lex Luthor mata a Superman con kriptonita y a Batman lo aplasta. Dos días antes Bruce Wayne y Lex compiten por el premio del hombre del año luego el Joker ataca junto con el Pingüino, Harley Quinn, Catwoman, el Acertijo, y Dos caras luego llegan Batman y Robin y los combaten. Lex Luthor indignado por la falta de votos para ser presidente planea liberar al Joker para obtener más kriptonita para destruir a Batman y su némesis "Superman" y el gas de la risa para obtener más votos y ser presidente. En Arkham Lex libera al Joker y luego a los demás villanos. Mientras tanto el detective marciano vigila las operaciones de la liga, Batman y Robin van a Arkham y luchan contra Dos caras, Catwoman, el Acertijo, Bane, Hiedra venenosa, el Pingüino y Harley quinn, luego descubren una pieza LEGO negra brillante, el comisionado les advierte de un ataque del Joker y Lex Luthor con una nueva arma "el destructor" que se alimenta de la kriptonita. El Joker consigue productos químicos robados de la planta que, aunque no son particularmente peligrosos solos se pueden combinar para formar una kriptonita sintética. Analizando la señal en el ordenador a bordo del Batmóvil, Batman y Robin alcanzan el convoy de Lex Luthor y se infiltran en él. Después de una breve escaramuza, Batman es expulsado del convoy masivo y entra en el Batmóvil. Desafortunadamente, Joker ha completado su kriptonita sintética (que se utiliza para alimentar el arma de Luthor) y la utiliza para saltar por los aires el Batmóvil. De vuelta en la Batcueva, Batman está tratando de averiguar el siguiente movimiento de Luthor cuando de pronto son atacados por Lex Luthor y el Joker. Usando el Deconstructor, ellos desgarran el hogar de Batman. Al no tener salida, Batman a regañadientes le permite a Robin llamar a Superman en busca de ayuda y escapan de la cueva que se derrumba.
Batman y Superman se alían y atacan la aeronave masiva de Luthor. Batman es expulsado después de enfrentarse a Lex Luthor y Superman lo salva. Lo Mejor del Mundo luego intentan infiltrarse en la sede de LexCorp de Luthor en Metrópolis, pero son atrapados y obligados a abrirse paso. Después de llegar al centro del edificio con aspecto de fortaleza, Luthor revela un robot al estilo Joker gigante y huye de vuelta a Gotham. Después de tratar de sabotear el robot en el camino a Gotham, Superman y Batman son expulsados cuando la fuente de potencia de kriptonita es expuesta y Superman comienza a perder poder. Un debilitado Superman y Batman luego se dan cuenta del plan de Luthor. Usando los gases especiales de Joker, él puede hacer que todos estén de acuerdo con él y gane la Presidencia. Batman y Superman entonces atacan al robot de nuevo y lo obligan a que se estrelle. Después de dañarlo más, Batman saca la mayoría de la kriptonita del robot, haciendo visible una cara gigante de Joker en Gotham desde la Atalaya. A su vez, la Liga de la Justicia es llamada por el Detective Marciano. Al darse cuenta de que ha sido derrotado, Lex Luthor comienza a asediar la Torre Wayne. La Liga de la Justicia llega para ayudar a Batman y Superman y detener y destruir con éxito al robot. Con todos los internos de Arkham, Lex Luthor y Joker capturados, Batman dice que es bueno para él tener amigos a los que pueda llamar en caso de necesidad. Todos ellos deciden reparar la Batcueva como Linterna Verde dispara un rayo de energía verde en el espacio donde llama a algunos de los otros Linternas Verdes para ayudar.
En un indicio de un título futuro, Brainiac es visto en su nave mirando una pantalla con la energía mientras dice "Los he localizado".

## Personajes

### Héroes
- Bruce Wayne/Batman: Es el personaje principal de la película y miembro de la Liga de la Justicia.
- Clark Kent/Superman: Es miembro de la Liga y ayuda a Batman a detener a Lex Luthor y el Joker. Es invencible, posee aliento congelante, superfuerza, supervuelo y supervisión.
- Dick Grayson/Robin: Es el compañero de Batman y futuro miembro de la liga.
- Hal Jordan/Linterna Verde: Posee un anillo capas de convertirse en cualquier cosa. Es miembro de la Liga.
- Barry Allen/The Flash: Es miembro de la liga de la justicia. Es capaz de moverse a grandes velocidades.
- Princesa Diana/Mujer Maravilla: Es miembro de la liga y habitante de las amazonas. Posee un lazo mágico y es capaz de volar.
- Victor Stone/Cyborg: Es metálico y posee una arma de su mano y superfuerza. Es miembro de la liga.
- J'onn Jonzz/Detective Marciano: No usa sus habilidades marcianas en la película. Es miembro de la liga y líder de La atalaya.

### Cameos
- Hombre Halcón: Aparece en la pantalla de la atalaya junto a Chica Halcón.
- Chica Halcón: Aparece en la pantalla de la atalaya junto a Hombre Halcón.
- Zatanna: Hace una aparición quitando a un conejo de su sombrero en la pantalla de la atalaya.
- Aquaman: Aparece debajo del agua en la pantalla de la atalaya.
- Alfred Pennyworth: Aparece limpiando la Baticueva.
- Brainiac

### Personajes secundarios
- Comisario James Gordon

### Villanos
- Lex Luthor
- El Guasón
- El Acertijo
- Harley Quinn
- Gatúbela
- Dos Caras
- Pingüino
- Banes
- Hiedra Venenosa
- Braniac (cameo)
- Capitán Boomerang (cameo)

- Datos: Q14783913